# Mary Bain
Mary Weiser Bain (nascuda a Ungvár o prop d'Ungvár, Kárpátalja, Hongria, actualment Újhorod, província de Transcarpàcia, Ucraïna, 8 d'agost de 1904 - morta a Nova York, el 26 d'octubre de 1972) va ser una jugadora d'escacs estatunidenca, que tenia el títol de Mestre Internacional Femení des de 1952.

## Biografia
Va néixer en una família jueva assimilada que vivia a l'Hongria subcarpatiana. Sota el nom de Marie Weiserova, el seu manifest d'immigració de Nova York de 1921 enumera la seva adreça anterior com a "Ushorod, Czecho-Sl." o Uzhhorod, que aleshores es trobava a Txecoslovàquia, però també menciona el seu lloc de naixement com "Iadobover" [sic], i el nom modern d'aquesta ciutat no és clar.
Va ser candidata al Campionat del món d'escacs femení els anys 1937 i 1952 i la primera dona nord-americana a representar els Estats Units en una competició d'escacs organitzada.
Es va casar amb Leslie Balogh Bain el 1926, un escriptor, corresponsal de guerra i director de cinema, i va tenir-hi dos fills. Es van divorciar el 1948. A la dècada de 1950, va dirigir un centre d'escacs i una cafeteria al carrer 42 de Manhattan.
Mary Bain va guanyar el Campionat d'escacs femení dels Estats Units el 1951. Bain va rebre el títol de Mestre Internacional Femení el 1952 i va representar el seu país a l'Olimpíada d'escacs femenina de 1963, celebrada a Split.
En torneigs internacionals, va ocupar el cinquè lloc a Estocolm 1937 (va guanyar Vera Menchik) i el 14è a Moscou 1952 (va guanyar Elisabeth Bykova).